# 艾莊·托拉
艾莊·托拉（Erjon Tolar，1986年12月15日—）是阿爾巴尼亞滑雪運動員，代表阿爾巴尼亞參加2006年、2010年和2014年冬季奧運。2006年他在超大曲道項目排名最後，但在大曲道項目排名35。2010年曲道項目為48名，大曲道為63名。
2018年冬季奧林匹克運動會他和蘇埃拉·默希利代表阿爾巴尼亞參賽，這為他參加的第四屆冬季奧運
。